# Репаблик (Пенсилванија)
Репаблик (енгл. Republic) насељено је место без административног статуса у америчкој савезној држави Пенсилванија.

## Демографија
По попису из 2010. године број становника је 1.096, што је 300 (-21,5%) становника мање него 2000. године.
| Група             | 2000.         | 2010.         |
| Белци             | 1.261 (90,3%) | 1.003 (91,5%) |
| Афроамериканци    | 98 (7,0%)     | 67 (6,1%)     |
| Азијати           | 0 (0,0%)      | 2 (0,2%)      |
| Хиспаноамериканци | 6 (0,4%)      | 5 (0,5%)      |
| Укупно            | 1.396         | 1.096         |